# Учаєв Анатолій Васильович
Анато́лій Васи́льович Уча́єв (рос. Анатолий Васильевич Учаев; нар. 10 лютого 1939, с. Джармен Хабаровського краю, Росія) — російський живописець. Народний художник РРФСР (1988). Член-кореспондент (від 2001 року), дійсний член (від 2007 року) Російської академії мистецтв. Почесний громадянин Саратова та Саратовської області.

## Біографічні відомості
У 1959—1964 роках навчався в художньому училищі в місті Саратов. У 1964—1970 роках навчався в Інституті живопису, скульптури та архітектури імені Іллі Рєпіна в Ленінграді.
Живе і працює в Саратові.
У 1970—1981 роках працював художником-живописцем Художньо-виробничих майстерень Художнього фонду СРСР.
Від 1970 року — член Саратовської організації Спілки художників РРФСР, від 1981 року — голова її правління. Секретар правління Спілки художників РРФСР (1987).
Голова Поволзького відділення Російської академії мистецтв (2001). Керівник творчої майстерні в Саратові (2002).

## Відзнаки
- 1984 — Державна премія РРФСР імені Іллі Рєпіна за картини «Переможець» («Победитель») і «Місяць хлібний» («Месяц хлебный»).
- 2003 — Золотая медаль Російської академії мистецтв за цикл картин «Червоні ворота» («Красные ворота»).